# Trebius heterodonti
Trebius heterodonti är en kräftdjursart som beskrevs av Deets och Masahiro Dojiri 1989. Trebius heterodonti ingår i släktet Trebius och familjen Trebiidae. Inga underarter finns listade i Catalogue of Life.